# Staryu
Staryu (japanski: ヒトデマン Hitodeman) jedan je od 1025 fiktivnih vrsta Pokémona iz medijske franšize Pokémon, skupa Pokémon videoigara, animiranih serija, manga stripova, knjiga, igraćih karata i drugih medija kojima je tvorac Satoshi Tajiri. Svrha je Staryua u videoigrama, animiranoj seriji i manga stripovima, kao i svrha ostalih Pokémona, borba s divljim Pokémonima – neukroćenim stvorenjima koje igrači i likovi pronalaze dok kreću na razne avanture – i pripitomljenim Pokémonima drugih Pokémon trenera.

## Etimologijaimena
Ime Staryu kombinacija je engleskih riječi "star" = zvjezdača, životinja na čijem se liku temelji lik Staryua, i zamjenice "you" = ti. Ovaj se uzorak prenosi na njegovu evoluciju, Starmieja, jer je ime Starmie kombinacija engleskih riječi "star" = zvjezdača, i "me" = ja, stvarajući kombinaciju "ja i ti".

## Pokédex podaci
- Pokémon Red/Blue: Tajanstven Pokémon koji bez imalo napora nadoknađuje izgubljene udove u borbi.
- Pokémon Yellow: Sposoban je potpuno oporaviti se čak i ako je raskomadan na malene dijelove, pod uvjetom da je njegova jezgra neoštećena.
- Pokémon Gold: Tijekom noći, središte njihovog tijela treperi jednakim ritmom poput otkucaja ljudskog srca.
- Pokémon Silver: Čak i kada je njegovo tijelo potpuno rastavljeno, sposoban je regenerirati se dokle god njegova trepereća jezgra nije oštećena.
- Pokémon Crystal: Kada zvijezde trepere tijekom noći, ovaj Pokémon dopluta s morskog dna do morske površine te njegova jezgra također treperi.
- Pokémon Ruby: Staryuov središnji dio tijela posjeduje organ nazvan jezgrom koja sjaji intenzivnom crvenom bojom. Osobe koje odlaze na plažu prema kraju ljeta, sjajeće jezgre ovih Pokémona nalikuju zvijezdama na noćnom nebu.
- Pokémon Sapphire: Smatra se kako Staryu komunicira sa zvijezdama na noćnom nebu trepereći crvenom jezgrom u središtu njegova tijela. Ako se dijelovi njegovog tijela otkinu, ovaj Pokémon jednostavno regenerira izgubljene dijelove i udove.
- Pokémon Emerald: Okuplja se s ostalima svoje vrste tijekom noći i treptavim svijetlom svoje jezgre svijetli poput zvijezda na noćnom nebu. Sposoban je regenerirati udove ako su nasilno odrezani ili otkinuti.
- Pokémon FireRed: Okuplja se na obalama u velikim brojevima. Tijekom noći, crvena jezgra u njegovom središtu sjaji crvenom svijetlošću.
- Pokémon LeafGreen: Tajanstven Pokémon koji bez imalo napora nadoknađuje izgubljene udove u borbi.
- Pokémon Diamond/Pearl: Čak i kada je njegovo tijelo potpuno raskidano, sposoban je regenerirati izgubljene dijelove dokle god je jezgra prisutna. Jezgra sjaji tijekom noći.

## U videoigrama
U prve dvije generacije, Staryua se često može pronaći putem pecanja. U igrama prve generacije Pokémon Red i Blue, može ga se pronaći na Stazama 19, 20, te na otocima Morske pjene. U igri Pokémon Yellow, može ga se pronaći na Stazama 19, 20, 21, kao i surfanjem na otocima Morske pjene.
U igrama druge generacije Pokémon Gold, Silver i Crystal, može ih se pronaći na Stazama 34, kao i u gradovima Olivine, Mahogany, u jezeru Goldenrod uzgajivačkog centra i u dvorani grada Ceruleana.
U trećoj generaciji, Staryu nije čest prizor, no ipak ga se može uhvatiti putem pecanja. U igrama Pokémon Ruby, Sapphire i Emerald, može ih se pronaći u gradu Lilycove. U igri Pokémon LeafGreen, nalaze se na Stazi 25, otoku Cinnabar, gradovima Lavender, Pallet, Ledenoj spilji, prvom Sevii otoku, te na brodu S.S. Anne.
Staryua je nemoguće uhvatiti u igrama Pokémon FireRed, Pokémon Colosseum i Pokémon XD: Gale of Darkness.

## Tehnike
| Prirodne tehnike             | Prirodne tehnike | Prirodne tehnike |
| ---------------------------- | ---------------- | ---------------- |
| Tehnika                      | Vrsta tehnike    | Razina           |
| Obaranje (Tackle)            | Normalni         |                  |
| Otvrdnjavanje (Harden)       | Normalni         |                  |
| Vodeni pištolj (Water Gun)   | Vodeni           | 6                |
| Brza vrtnja (Rapid Spin)     | Normalni         | 10               |
| Oporavak (Recover)           | Normalni         | 15               |
| Kamuflaža (Camouflage)       | Normalni         | 19               |
| Brzi okret (Swift)           | Normalni         | 24               |
| Mjehurasti mlaz (Bubblebeam) | Vodeni           | 28               |
| Smanjivanje (Minimize)       | Normalni         | 33               |
| Žiro lopta (Gyro Ball)       | Čelični          | 37               |
| Lagani zaslon (Light Screen) | Psihički         | 42               |
| Moćni dragulj (Power Gem)    | Kameni           | 46               |
| Kozmička moć (Cosmic Power)  | Psihički         | 51               |
| Vodena crpka (Hydro Pump)    | Vodeni           | 55               |

## Statistike
| HP:      | 30 |  |
| Attack:  | 45 |  |
| Defense: | 55 |  |
| Special: | 70 |  |
| SpAtk:   | 70 |  |
| SpDef:   | 55 |  |
| Speed:   | 85 |  |

Statistika Special korištena je samo tijekom prve generacije; kasnije je podijeljenja na Special Attack i Special Defense statistike.

## U animiranoj seriji
U Pokémon animiranoj seriji, Misty posjeduje Staryua kojeg koristi u svojim borbama. Staryu je jedan od prvih Pokémona s kojima je Misty prvi put viđena, i jedan je od dva Pokémona koje Misty ima sa sobom kroz čitavu Pokémon animiranu seriju.
Dok većina Pokémon imaju vrstu "Poké-govora" koji se sadrži od dijelova imena samog Pokémona, Staryu proizvodi zvuk sličan "kiai" (što zvuči kao "hyah!").